# Grete Paia
Grete Paia, estonska pevka in tekstopiska, *27. avgust 1995.

## Življenje
Grete Paia se je rodila 27. avgusta 1995 v Kuressaareju v Estoniji na otoku Saaremaa. Obiskovala je gimnazijo Kuressaare.

### Eesti Laul
Dne 13. decembra 2012 je bila Paia razglašena za eno izmed finalistk Eesti Laul 2013 s pesmijo »Päästke noored hinged«. V polfinalu se je uvrstila na tretje mesto in se uvrstila v finale. V finalu, ki je potekal 2. marca 2013, je Paia nastopila deseta po vrsti. Po glasovih žirije je zasedla je peto mesto, po telefonskem glasovanju se je pa uvrstila na prvo mesto. Po skupnem seštevku se je uvrstila na prvo mesto ter se uvrstila v superfinale. V superfinalu se je pomerila z Birgit Õigemeel in njeno pesmijo »Et uus saaks alguse«. V superfinalu je izgubila in se uvrstila na drugo mesto. Dne 5. novembra 2015 so objavili, da se bo Paia vrnila na Eesti Laul 2016 s pesmijo »Stories Untold«. V finalu je zasedla 7. mesto. Dne 1. decembra 2018 so objavili, da bo Paia sodelovala na Eesti Laul 2019 s svojo pesmijo »Kui isegi kaotan«. Paia je obstala v polfinalu in se ni uvrstila v finale. Paia se je v sodelovanju z Andreiem Zevakim ponovno prijavila na Eesti Laul 2022 s pesmijo »Mis nüüd saab«. V finalu sta se uvrstila na šesto mesto.

## Diskografija

### EP
- Armageddon (2013)

### Pesmi
- Armageddon (2013)
- Päästke noored hinged (2013)
- San Sebastiano (2013)
- Falling (2013)
- Lõpp sellel lool (2013)

- Püüame droone (2015)
- Rääkimata lood (2016)
- Öö meid saadab veel (2017)
- Wasted Youth (2017)
- Kur isegi kaotan (2019)
- Kinni mind püüda saa (2019)
- Maru (2020)
- Majakene mere ääres (2020)
- Johnny Bravo (2020)
- Manna (2021)